# Edward Lorens
Edward Lorens (ur. 28 grudnia 1953 w Żarach) – polski piłkarz grający na pozycji pomocnika i trener piłkarski. Wieloletni zawodnik Ruchu Chorzów oraz młodzieżowy reprezentant Polski w kadrze U-18.

## Kariera piłkarska
Edward Lorens swoją karierę rozpoczął w Promieniu Żary skąd w 1973 roku przeszedł do ROW Rybnik. W 1977 roku po czterech latach gry w Rybniku został zawodnikiem Ruchu Chorzów, w którym grał do 1985 roku. W czasie gry dla Niebieskich zdobył wraz z drużyną w sezonie 1978/1979 mistrzostwo Polski. Następnie w 1986 roku został zawodnikiem australijskiego APIA Leichhardt Tigers, gdzie w 1988 roku zakończył piłkarską karierę.

## Kariera trenerska
Po zakończeniu kariery zawodniczej Edward Lorens zajął się karierą trenerską. Przez większość kariery pracował z klubami górnośląskimi. Zaczął od GKS-u Tychy w 1989 roku, następnym klubem był AKS Mikołów w latach 1989–1990. W latach 1991–1994 był trenerem Ruchu Chorzów, z którego z rezerwami w 1993 roku dotarł do finału Pucharu Polski. Następnymi zespołami w karierze Lorensa były: Górnik Zabrze (1994–1995 – 3. miejsce w ekstraklasie w 1994 roku), Polonia Bytom (1995–1996), reprezentacja Polski U-23 (1996–1998), reprezentacji Polski (asystent Janusza Wójcika, 1997–1998), Ruch Chorzów (1999–2000 – 3. miejsce w ekstraklasie w 2000 roku), Pogoń Szczecin (2000–2001; został uhonorowany tytułem ambasadora Szczecina), Anorthosis Famagusta (2002–2003 – wicemistrz Cypru i Puchar Cypru w 2003 roku), Dyskobolia Grodzisk Wielkopolski (2001), GKS Katowice (2003). Od grudnia 2004 roku do lutego 2005 roku był trenerem Górnika Zabrze, ale nie zdążył poprowadzić zespołu w żadnym, gdyż z powodu konfliktu z prezesem klubu Zbigniewem Koźmińskim niespodziewanie zrezygnował z pracy w klubie. Od marca 2012 roku Edward Lorens pracuje jako skaut w Ruchu Chorzów.
Edward Lorens również pracuje jako wykładowca na katowickim AWF-ie.

## Kariera reprezentacyjna
Edward Lorens w swojej karierze piłkarskiej był młodzieżowym reprezentantem Polski w kadrze U-18, z którą zajął 3. miejsce w mistrzostwach Europy U-18.

## Sukcesy

### Jako piłkarz
- Ruch Chorzów:
  - Mistrz Polski: 1979
- APIA Leichhardt Tigers:
  - Mistrz Australii: 1987
  - National Cup: 1986
- Reprezentacyjne:
  - 3. miejsce w mistrzostwach Europy U-18: 1972

### Jako trener
- Ruch Chorzów:
  - 3. miejsce w ekstraklasie: 2000
  - Finał Pucharu Polski: 1993 (rezerwy)
- Górnik Zabrze:
  - 3. miejsce w ekstraklasie: 1994
- Anorthosis Famagusta:
  - Wicemistrz Cypru: 2003
  - Puchar Cypru: 2003